# أزمة أسعار الغذاء العالمية 2007 - 2008

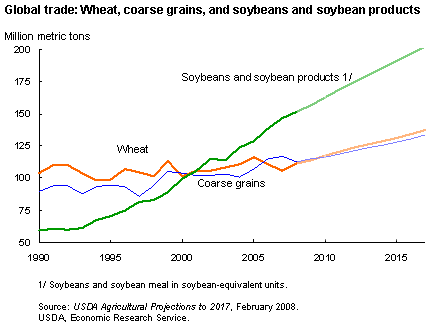

ازدادت أسعار الغذاء العالمية بشكل كبير في عام 2007 والربع الأول والثاني من عام 2008 ، مما خلق أزمة عالمية تسببت في عدم الاستقرار السياسي والاقتصادي والاضطرابات الاجتماعية في كل من الدول الفقيرة والمتقدمة. وعلى الرغم من تركيز أضواء وسائل الإعلام على أعمال الشغب التي أعقبت ارتفاع الأسعار، إلا أن الأزمة المستمرة لانعدام الأمن الغذائي كانت سنوات في طور الإعداد. ولا تزال الأسباب النظامية للزيادات العالمية في أسعار الأغذية موضوع نقاش. بعد أن بلغت ذروتها في الربع الثاني من عام 2008 ، هبطت الأسعار بشكل كبير خلال فترة الركود في أواخر عام 2000 ، ولكنها ارتفعت خلال أواخر عام 2009 وعام 2010 ، ووصلت إلى آفاق جديدة في 2011 و 2012 (انظر 2010-12 أزمة أسعار الغذاء العالمية) عند مستوى أعلى بقليل من في العام التالي، تراجعت الأسعار على مدى السنوات التالية، حيث وصلت إلى أدنى مستوى لها في مارس / آذار 2016 ، مع انخفاض مؤشر أسعار الأغذية في منظمة الأغذية والزراعة إلى مستوى ما قبل الأزمة في عام 2006. ومنذ ذلك الحين كانت الأسعار في ازدياد، ولكن حتى عام 2017-05 لم تصل مستويات الأزمة مرة أخرى.
وشملت الأسباب الأولية لزيادات الأسعار في أواخر عام 2006 الجفاف في الدول المنتجة للحبوب وارتفاع أسعار النفط. كما تسبب ارتفاع أسعار النفط في تصاعد عام في تكاليف الأسمدة، والنقل الغذائي، والزراعة الصناعية. قد تكون الأسباب الجذرية هي الاستخدام المتزايد للوقود الأحيائي في البلدان المتقدمة (انظر أيضا الغذاء مقابل الوقود) ، والطلب المتزايد على نظام غذائي أكثر تنوعاً عبر توسع الطبقات المتوسطة في آسيا. كما أثارت منظمة الأغذية والزراعة مخاوف بشأن دور صناديق التحوط التي تتكهن بالأسعار التي تؤدي إلى تحولات رئيسية في الأسعار. وقد ساهمت هذه العوامل، مقترنة بتراجع مخزونات الغذاء العالمي، في الارتفاع العالمي في أسعار المواد الغذائية.

## الزيادة الكبيرة في الأسعار والأسباب المحتملة
ارتفع متوسط الأسعار العالمية بين عامي 2006 و2008 للأرز بنسبة 217٪ والقمح بنسبة 136٪ والذرة بنسبة 125٪ وفول الصويا بنسبة 107٪. أي تجاوزت ضعف السعر في سبعة أشهر فقط.

### النمو السكاني العالمي
ذكر بعض النقاد أنَّ أزمة الغذاء هذه أتت بسبب النمو السكاني العالمي غير المسبوق، لكن أشار آخرون إلى أنّ معدلات النمو السكاني في العالم قد انخفضت بشكل كبير منذ الثمانينيات، واستمر توفر الحبوب بشكل زائد عن تعداد السكان.
ولمنع زيادة الأسعار يجب أن يتجاوز إنتاج الغذاء النمو السكاني الذي كان بلغ نحو 1.2٪ سنويًا. لكن كان هناك انخفاض مؤقت في نمو الإنتاج الغذائي: على سبيل المثال: كان إنتاج القمح خلال عامي 2006 و2007 أقل بنسبة 4٪ من إنتاج عامي 2004 و2005. نما عدد سكان العالم من 1.6 مليار في عام 1900 إلى أكثر من 7.5 مليار اليوم.

### زيادة الطلب على أغذية تتطلب موارد كبيرة
صرح رئيس المعهد الدولي لبحوث السياسات الغذائية في عام 2008 أن التغيير التدريجي في النظام الغذائي بين السكان الجدد هو أهم عامل دعم ارتفاع أسعار الغذاء العالمية. وكانت زيادة استهلاك الغذاء بشكل كبير في الأطعمة المصنعة، التي بيعت في الدول النامية والمتقدمة. كان النمو الإجمالي في استخدام الحبوب منذ عام 2006 (بزيادة 3% عن متوسط الفترة 2000 -2006) هو الأعلى في الاستخدامات غير الغذائية وخاصة في الأعلاف والوقود الحيوي.
يتطلب إنتاج كيلوغرام واحد من لحم البقر سبعة كيلوغرامات من حبوب العلف. لذلك تستنتج هذه التقارير أن الاستخدام الكبير هو في الأطعمة الصناعية والأعلاف والمدخلات المكثفة وليس بسبب النمو السكاني بين المستهلكين الفقراء للحبوب البسيطة، وهو ما ساهم فعليًا في زيادة الأسعار. يمكن أن يؤدي ارتفاع استهلاك اللحوم بسبب التغيرات في نمط الحياة بدوره إلى زيادة استهلاك الطاقة بسبب ارتفاع كثافة الطاقة في منتجات اللحوم، على سبيل المثال: يستخدم كيلوجرام واحد من اللحم نحو 19 ضعف طاقة إنتاج نفس كمية التفاح.
وعلى الرغم من أنَّ الغالبية العظمى من سكان آسيا هم من سكان الريف الفقراء إلا أن نمو الطبقة الوسطى في المنطقة كان متزايدًا. نمت الطبقة الوسطى في عام 1990 بنسبة 9.7% في الهند و8.6% في الصين، وأصبح معدل النمو مع عام 2007 قريبًا من 30% و70% على التوالي. جلبت الزيادة في الثراء الآسيوي تغييرات في نمط الحياة وعادات الأكل وتنوع أكبر مما أدى إلى زيادة المنافسة مع الدول الغربية على الموارد الزراعية المُستهلكة بالفعل. وأدى هذا الطلب إلى تفاقم زيادات كبيرة في أسعار السلع مثل النفط.

### آثار ارتفاع أسعار البترول والأسمدة
ارتفعت أسعار الأسمدة بجميع أنواعها بشكل كبير اعتبارًا من عام 2007 وبلغت ذروتها حول صيف عام 2008. تضاعفت أسعار الأمونيا واليوريا وفوسفات الأمونيوم وموريت البوتاس وحمض الكبريتيك ثلاث مرات تقريبًا، ثم انخفضت بشكل كبير في الجزء الأخير من عام 2008. وتضاعفت بعض الأسعار خلال الأشهر الستة السابقة لشهر أبريل 2008. وكان أحد أسباب ارتفاع هذه الأسعار هو ارتفاع أسعار النفط لأن عملية تصنيع معظم الأسمدة تحتاج إلى البترول أو الغاز الطبيعي. ونظرًا لأن الغاز الطبيعي يمكن أن يحل محل البترول في بعض الاستخدامات (مثل: توليد الكهرباء) فإن زيادة أسعار البترول تؤدي إلى زيادة أسعار الغاز الطبيعي وبالتالي الأسمدة.
زادت تكاليف المواد الخام للأسمدة مثل البوتاس حيث أنّ زيادة إنتاج المواد الغذائية الأساسية يزيد الطلب ويسبب ذلك طفرة (مع التقلبات المرتبطة بها) في المخزونات الزراعية.
ذكر تقرير المعهد الدولي لبحوث السياسات الغذائية الذي صدر في فبراير عام 2011 أنَّ أسباب أزمة الغذاء العالمية لعام 2008 كانت مشابهة لأزمة الغذاء في الفترة بين عامي 1972 و1974 في أنَّ سعر النفط وسعر الطاقة كانا المحرك الرئيسي لها وكذلك صدمة الطلب على الحبوب وانخفاض أسعار الفائدة وانخفاض قيمة الدولار وانخفاض المخزونات بالإضافة إلى بعض الظروف الجوية السيئة. ذكر المعهد الدولي لبحوث السياسات الغذائية أنَّ مثل هذه الصدمات يمكن أن تتكرر مع العديد من الصدمات في المستقبل، بسبب تاريخ طويل من تجاهل الاستثمارات الزراعية.

### انخفاض مخزون الغذاء العالمي
فضلت الدول في الماضي الاحتفاظ بمخزون أكبر من المواد الغذائية، ولكن قل التركيز على المخزون الكبير في الآونة الأخيرة ونظرًا لوتيرة نمو الغذاء السريعة وسهولة الاستيراد. على سبيل المثال: وصلت مخزونات القمح في فبراير عام 2008 إلى أدنى مستوى لها منذ 60 عامًا في الولايات المتحدة الأمريكية. غالبًا ما يحسب المخزون على أنه الباقي من طرح الاستهلاك من الإنتاج، ولكن من الصعب التمييز بين خيارات سياسة تخفيف التخزين لكل دولة والعجز بين الإنتاج والاستهلاك.

### المضاربة المالية
أدت التأثيرات المزعزعة للاستقرار مثل الإقراض العشوائي والمضاربة العقارية إلى أزمة مالية في يناير عام 2008 وسببت ضعف استثمار السلع الغذائية.
يسعى الاستثمار الأجنبي إلى تحسين الإنتاجية وتحقيق مكاسب أخرى للمزارعين.

#### صندوق مؤشر السلع
طُبق قيد غولدمان على السلع في السوق من طريق دليل غولدمان ساكس للسلع سنة 2007-2008 بسبب أزمة أسعار الغذاء حول العالم. اتهم مقال فريدريك كاوفمان المنشور في مجلة هاربر سنة 2010 غولدمان ساكس بالربح في حين يسوء حال الكثير من الناس بل إن البعض مات جوعًا. قال كاوفمان إن مشتريات غولدمان الكبيرة المتنوعة على عقود القمح الآجلة نتجت عنها صدمة طلب في الأسعار، ما أثر سلبًا في العلاقة بين العرض والطلب وفي مستويات الاسعار. أدى ذلك إلى سوق كونتانجو، حيث أسعار السلع الآجلة أعلى من الفورية، ما أدى إلى ارتفاع أسعار القمح كثيرًا، وهذا يناقض استقرار الأسعار، وهو هدف التبادل التجاري أساسًا.
أظهر تقرير صدر عن منظمة التنمية والتعاون الاقتصادي اعتمادًا على معلومات من لجنة تجارة السلع الآجلة في تتبع الموارد المالية أنها لم تسبب زيادة الأسعار. أوضح التقرير أنه حتى السلع خارج سوق العقود الآجلة شهدت زيادة في الأسعار في تلك الفترة. وذلك بسبب تتابع زيادة أسعار السلع في سوق العقود الآجلة. أفادت حركة التطور العالمية بوجود دليل قاطع على أن زيادة أسعار الدقيق سببت زيادة أسعار الأرز كذلك.

### آثار تحرير التجارة
بينت بعض النظريات مثل نظرية مارتن كور التي تتحدث عن شبكة العالم الثالث أن أغلب الدول النامية تحولت من كونها دول مكتفية ذاتيًا من الطعام إلى دول معتمدة على الاستيراد منذ سبعينيات وثمانينيات القرن الماضي في ظل صندوق النقد الدولي (ومنظمة التجارة العالمية واتفاقية الزراعة فيما بعد) واقتصاد السوق الحرة وقواعدها، وكذلك إلى دول مقترضة. بسبب انفتاح البلدان النامية على واردات العالم المتقدم من الغذاء المدعومة من الحكومات الغربية، تصبح الدول النامية أقل اكتفاءً ذاتيًا فيما يخص استيراد الطعام، خاصةً مع توقف الزراعة المحلية عن التطور.
في حين تضغط الدول الصناعية على الدول النامية لإلغاء الدعم الحكومي لصالح تحرير التجارة، تحافظ الدول الكبرى على الدعم الحكومي لمزارعيها بدرجة كبيرة. أضافت حكومة الولايات المتحدة في السنين الاخيرة الإعانات لدعم إنتاج الوقود الحيوي بدلًا من الطعام والخضراوات.

### دعم الوقود الحيوي في الولايات المتحدة والاتحاد الأوروبي
يذكر البنك الدولي تأثير الوقود الحيوي كونه سببًا مهمًا لارتفاع أسعار المواد الغذائية، إذ أفادت منظمة الغذاء والزراعة أن الاستخدام العالمي للأراضي الصالحة الزراعة انخفض منذ الثمانينيات، وانخفض الدعم خارج الولايات المتحدة والاتحاد الأوروبي منذ عام 2004، ما أدى إلى ضعف العرض -الذي كان كافيًا لتلبية احتياجات 2004- عندما بدأت الولايات المتحدة تحول المحاصيل الزراعية إلى وقود حيوي. وانخفضت واردات ومخزون القمح العالمي وركد الاستهلاك المحلي وانخفض إنتاج القمح العالمي في الفترة 2006 - 2008.
وفرت حكومة الولايات المتحدة الدعم لإنتاج الإيثانول للعديد من المزارعين، ما أدى إلى التحول إلى إنتاج الوقود الحيوي، وتُعَد الذرة هي المحصول الأساسي المستخدم لإنتاج الإيثانول، إذ أصبحت الولايات المتحدة المنتج الأكبر للإيثانول من الذرة. ونتيجةً لذلك، استُخدم 23% من محاصيل الذرة في الولايات المتحدة لإنتاج الإيثانول عام 2006-2007 (بزيادة 6% عن 2005-2006)، وتوقعت وزارة الزراعة الأمريكية أن تستخدم الولايات المتحدة 81 مليون طن من الذرة لإنتاج الإيثانول موسم 2007-2008، بزيادة 37٪. وهذا لا يحول الحبوب عن أن تكون مصدرًا للغذاء فحسب، بل يحول الأراضي الزراعية عن إنتاج للغذاء.
يدعي أنصار الإيثانول أن استخدام الذرة في إنتاج الإيثانول ليس مسؤولًا عن أزمة الغذاء في العالم، التي نجم أكثرها عن ارتفاع أسعار الأرز والزيت التي لا تتأثر باستخدام الوقود الحيوي بل تتأثر بالعرض والطلب.
تبين ورقة عمل خاصة ببحوث السياسات للبنك الدولي صدرت في يوليو 2008 أن الوقود الحيوي رفع أسعار المواد الغذائية بين 70 و75%. وجدت الدراسة أن ارتفاع أسعار النفط وضعف الدولار يفسران 25-30٪ من إجمالي ارتفاع الأسعار.
يبين تحليل التغيرات الشهرية لمدة 5 سنوات أن تأثير زيادة الاستهلاك العالمي للحبوب وحالات الجفاف في زيادة الأسعار، لم يكن له سوى تأثير هامشي، وأن توجه الاتحاد الأوروبي والولايات المتحدة للوقود الحيوي كان المؤثر الأكبر في إمدادات وأسعار المواد الغذائية. وتخلص الورقة إلى أن زيادة إنتاج الوقود الحيوي في الولايات المتحدة والاتحاد الأوروبي كانت مدعومة بالإعانات والتعريفات الجمركية على الواردات، ومن دون هذه السياسات لكانت الزيادات في الأسعار أقل من ذلك. يبين البحث أيضًا أن الإيثانول القائم على قصب السكر في البرازيل لم يرفع أسعار السكر ارتفاعًا كبيرًا، ويقترح إزالة التعريفات الجمركية على واردات الإيثانول إلى الولايات المتحدة والاتحاد الأوروبي، لإتاحة المجال للمنتجين الأكثر كفاءة مثل البرازيل والدول النامية الأخرى لإنتاج الإيثانول إنتاجًا مربحًا للتصدير لتلبية احتياجات الولايات المتحدة والاتحاد الأوروبي.
نشرت جمعية الوقود المتجدد ردًا على النسخة المسربة قبل الإصدار الرسمي لورقة البنك الدولي. يعد نقد جمعية الوقود المتجدد أن التحليل غير موضوعي، وأن المؤلف يقدر تأثير أسعار الغذاء العالمية بناءً على ضعف الدولار والتأثير المباشر وغير المباشر لارتفاع أسعار البترول، ويعزو كل شيء آخر إلى الوقود الحيوي.
يتفق تقرير التقييم الاقتصادي الذي نشرته منظمة التعاون الاقتصادي والتنمية في يوليو 2008 مع تقرير البنك الدولي بشأن الآثار السلبية للإعانات والقيود التجارية، لكنه وجد أن تأثير الوقود الحيوي في أسعار المواد الغذائية أقل بكثير. تنتقد الدراسة أيضًا الانخفاض المحدود لانبعاثات غازات الدفيئة الناتجة عن الوقود الحيوي المُنتج في أوروبا وأمريكا الشمالية، وخلصت إلى أن سياسات دعم الوقود الحيوي الحالية ستقلل انبعاثات غازات الاحتباس الحراري بنسبة لا تزيد على 0.8% بحلول عام 2015، في حين أن الإيثانول البرازيلي من قصب السكر يقلل انبعاثات غازات الدفيئة بنسبة 80% على الأقل مقارنةً بالوقود الأحفوري. ويدعو التقييم الحكومات إلى أسواق أكثر انفتاحًا على الوقود الحيوي والمواد الأولية لتحسين الكفاءة وخفض التكاليف.

### الأراضي الزراعية غير المستغلة
تدفع حكومة الولايات المتحدة للمزارعين وفقًا لصحيفة نيويورك تايمز في 9 أبريل 2008 مقابل تعطيل أراضيهم الزراعية في إطار برنامج الحفاظ على البيئة. وصلت هذه السياسة إلى 149 ألف كيلومتر مربع عام 2007، أي 8٪ من الأراضي الزراعية في الولايات المتحدة، وهي مساحة إجمالية أكبر من مساحة ولاية نيويورك.

### الدعم الحكومي للزراعة
جددت أزمة الغذاء العالمية الدعوات إلى إلغاء الإعانات الزراعية في البلدان المتقدمة، إذ يبلغ إجمالي الدعم المقدم للمزارعين في دول منظمة التعاون الاقتصادي والتنمية 280 مليار دولار أمريكي سنويًا، مقارنةً بالمساعدة التنموية الرسمية التي بلغت 80 مليار دولار أمريكي فقط عام 2004، ويؤدي الدعم الزراعي إلى انخفاض أسعار الغذاء العالمية وفقًا لتقديرات منظمة التعاون الاقتصادي والتنمية. وتؤدي هذه الإعانات الزراعية إلى تضرر البلدان الريفية النامية، متضمنةً أقل البلدان تطورًا. وفي الوقت نفسه يزيد الغذاء المدعوم من الاستهلاك المفرط في البلدان المتقدمة، إذ زاد مشروع قانون المزارع الأمريكي الذي قدمته إدارة بوش عام 2002 الإعانات الزراعية بنسبة 80٪، وكلف دافع الضرائب الأمريكي 190 مليار دولار أمريكي. في عام 2003 وافق الاتحاد الأوروبي على تمديد السياسة الزراعية المشتركة حتى 2013. وجدد مدير برنامج الأمم المتحدة التنموي السابق مالوك براون الدعوات لإصلاح الدعم الزراعي مثل السياسة الزراعية المشتركة.

### سوق الأرز العالمية المضطربة
تضطر اليابان إلى استيراد أكثر من 767 ألف طن من الأرز سنويًا من الولايات المتحدة وتايلاند ودول أخرى بسبب قواعد منظمة التجارة العالمية، رغم أن اليابان تنتج أكثر من 100٪ من احتياجات الاستهلاك المحلي من الأرز، إذ أنتجت 11 مليون طن عام 2005، في حين استهلكت 8.7 مليون طن في الفترة 2003 - 2004. لا يُسمح لليابان بإعادة تصدير هذا الأرز إلى دول أخرى دون موافقة. فيُترك الأرز يتعفن ثم يُستخدم علفًا للحيوانات. تحت الضغط، تستعد الولايات المتحدة واليابان للتوصل إلى اتفاق لإزالة مثل هذه القيود، ومن المتوقع دخول 1.5 مليون طن من الأرز الأمريكي عالي الجودة إلى السوق قريبًا.

### نقص المحاصيل بسبب الكوارث الطبيعية
سببت العديد من الحوادث المتعلقة بالطقس والمناخ حدوث خلل في إنتاج المحاصيل، ولعل الأكثر تأثيرًا هو الجفاف الممتد في أستراليا، خاصةً في حوض موراي دارلينج الخصيب الذي ينتج كميات كبيرة من القمح والأرز، إذ يسبب الجفاف انخفاض محصول الأرز السنوي بنسبة تصل إلى 98٪.
تُعَد أستراليا تاريخيًا ثاني أكبر مصدر للقمح بعد الولايات المتحدة، إذ تنتج 25 مليون طن في العام، يُصدر أكثره. ومع ذلك، انخفض محصول عام 2006 إلى 9.8 مليون طن. وتشمل الأحداث الأخرى التي أثرت سلبًا في أسعار المواد الغذائية الموجة الحارة عام 2006 في وادي سان جواكين بكاليفورنيا، التي قتلت أعدادًا كبيرة من الحيوانات، والأمطار الغزيرة عام 2008 في ولاية كيرالا الهندية، التي دمرت مساحات من الأرض المزروعة بالحبوب. ترتبط هذه الحوادث بآثار تغير المناخ.
سبب إعصار نرجس في بورما في مايو 2008 ارتفاعًا حادًا في أسعار الأرز. كانت بورما مصدرًا مهمًا للأرز على مر التاريخ، رغم انخفاض الغلة، إذ خفضت ضوابط الأسعار الحكومية الحوافز للمزارعين. غمرت العاصفة حقول الأرز حتى 48 كم من الداخل في دلتا إيراوادي، ما أثار مخاوف من أن الملح قد يؤدي إلى جدب الحقول. قدرت منظمة الزراعة والغذاء سابقًا أن بورما ستصدر 600 ألف طن من الأرز عام 2008، لكن أُثيرت مخاوف في أعقاب الإعصار أن بورما قد تُضطر إلى استيراد الأرز للمرة الأولى، ما يضع المزيد من الضغط على أسعار الأرز العالمية.

## ارتفاع الأسعار
ارتفعت أسعار بعض من السلع الغذائية الأساسية الدولية بشكل كبير في الأسواق الدولية منذ بداية عام 2007 وحتى أوائل عام 2008. تضاعف سعر القمح في السوق الدولي من فبراير 2007 إلى فبراير 2008 ليصل إلى مستوى قياسي يزيد عن 10 دولارات أمريكية للبوشل. كما وصلت أسعار الأرز إلى أعلى مستوياتها في عشر سنوات. زادت أسعار الحليب واللحوم بأكثر من الضعف في بعض الدول، في حين ارتفعت أسعار فول الصويا (التي بلغت أعلى سعر لها في 34 عامًا في ديسمبر 2007) وأيضًا زادت أسعار الذرة بشكل كبير.
وارتفع إجمالي فواتير الواردات الغذائية بنحو 25٪ للبلدان النامية في عام 2007. أشار باحثون من معهد التنمية الخارجية إلى أن هذه المشكلة ستتفاقم بسبب احتمال انخفاض المعونة الغذائية. ونظرًا لأن المساعدات الغذائية تخطط من خلال الميزانية وليس الحجم فإن ارتفاع أسعار المواد الغذائية يعني أن برنامج الأغذية العالمي يحتاج إلى 500 مليون دولار إضافية فقط لدعم العمليات الحالية.
فرض مصدرو الأرز الرئيسيون مثل الصين والبرازيل والهند وإندونيسيا وفيتنام وكمبوديا ومصر حظر تصدير صارم على الأرز من أجل ضمان بقاء الطعام متاحًا لسكانهم المحليين ولمكافحة تضخم الأسعار الكبير. وقامت العديد من الدول الأخرى بما في ذلك الأرجنتين وأوكرانيا وروسيا وصربيا إما بفرض رسوم جمركية عالية أو حظرت تصدير القمح والمواد الغذائية الأخرى تمامًا، مما أدى إلى ارتفاع الأسعار بالنسبة للدول المستوردة للأغذية. عانت كوريا الشمالية من أزمة الغذاء إلى حد وصفه مسؤول كوري شمالي في يونيو 2008: «الحياة أكثر من صعبة. يبدو أنَّ الجميع سيموت». لكن اعتمدت هذه الأمة فقط على المساعدات الغذائية لمواجهة الأزمة.

## في البلدان المتطورة

### الولايات المتحدة الأمريكية
وجد استبيان وطني جرى في مايو عام 2008 إجبار خزائن الطعام في جميع أنحاء الولايات المتحدة الأمريكية على خفض توزيع المواد الغذائية حيث أفاد 99% من الموظفين زيادة عدد الأشخاص الذين عادوا لطلب الغذاء. سبب ارتفاع أسعار المواد الغذائية والوقود وعدم كفاية مزايا قسائم الطعام والبطالة وتكاليف الإيجار أو الرهن العقاري مما أدى الضغط على عدد يتراوح بين 15% و20% من الأشخاص. وزاد هذه المشكلة انخفاض قيمة الأغذية المجانية التي تقدمها وزارة الزراعة الأمريكية بمقدار 200 مليون دولار وانخفاض التبرعات الغذائية المحلية على الصعيد الوطني بنحو 9% خلال نفس الفترة. ووفقًا لجمعية كاليفورنيا لمخازن الطعام (منظمة تشمل جميع بنوك الطعام في الولاية تقريبًا) فإن بنوك الطعام كانت في بداية أزمة.